# Vahanga
Vahanga o Vaega es un atolón en el Grupo Acteón en el archipiélago de Tuamotu, Polinesia Francesa. Depende administrativamente de las islas Gambier.

## Geografía
Vahanga se encuentra a 9 kilómetros al oeste de Tenarunga. Es un atolón circular, de una superficie de 3,8  km² y una laguna interior de 12,6  km². No hay conexión permanente entre la laguna y el océano.
En 1850 el atolón estaba poblado por 20 habitantes aborígenes. En 2012 estaba deshabitado.

## Historia
La primera mención del atolón por parte de los europeos, fue hecha por el navegante portugués Pedro Fernández de Quirós, el 5 de febrero de 1606. Quirós bautizó al grupo con el nombre de Las Cuatro Coronadas por las palmas de coco encontradas en la isla. Se considera, sin embargo, que la documentación de Quirós es deficiente.  La primera aproximación claramente documentada a la isla fue hecha en 1833 por el navegante Thomas Ebrill, capitán del buque mercante Amphitrite. Fueron visitadas nuevamente en 1837 por Lord Edward Russell, comandante del HMS Acteón (1831), que proporcionó la denominación actual
del archipiélago.
En el siglo XIX, el atolón era propiedad de un particular que se hacía llamar "Capitán Nicolás". En 1922, explotaba una plantación de cocoteros en el atolón. En 1934, Vahanga es adquirido por la Compañía Naval l´Océanie.

## Flora y fauna
Vahanga alberga numerosas especies de plantas entre las que se destacan los cocoteros, la Portulaca lutea, Filiformis cassytha y Amaranthaceae como por ejemplo el género Achyranthes aspera var velutina.
En 2007, un proyecto ecológico realizado por la Universidad de Auckland y la Sociedad Ornitológica de la Polinesia, se propuso erradicar las ratas del pacífico (Rattus exulans), que invadieron el atolón, llevadas por los barcos y los exploradores europeos. El objetivo es restablecer el equilibrio de aves en el ecosistema, poniendo especial atención en especies amenazadas, tales como la Gallicolumba erythroptera y la  playera de Tuamotu (Prosobonia cancellata).

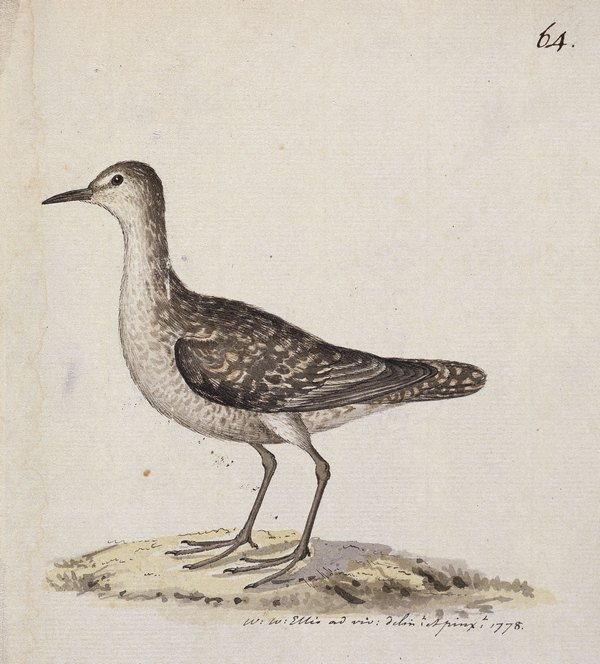
Playera de Tuamotu.